# One Million Years B.C.
One Million Years B.C. is een Britse fantasyfilm uit 1966, onder regie van Don Chaffey. Het is een remake van de Amerikaanse film One Million B.C. uit 1940.

## Verhaal
Tumak, een holbewoner en jager, wordt verbannen uit zijn stam (Rock) die aan de voet van een vulkaan leeft vanwege een vete met zijn vader, de stamleider Akhoba. Hij dwaalt doelloos rond en komt in aanraking met grote gevaren, totdat hij wordt gered door de blondharige Shell-stam. Deze stam leeft anders dan de Rock-stam, omdat ze de meningen van ouderen en vrouwen respecteren en ook de visserij en het planten van gewassen respecteren. Waar Tumak woonde, tellen alleen de sterksten.
Tumak ontdekt een nieuw wapen, een effectievere speer, en besluit ermee terug te keren naar zijn stam en Akhoba uit te dagen. De vrouw Loana besluit hem te volgen. Wanneer Tumak bij zijn stam aankomt, realiseert hij zich dat zijn broer de nieuwe leider is geworden, die net zo bruut is als zijn vader.

## Rolverdeling
- Raquel Welch - Loana
- John Richardson - Tumak
- Percy Herbert - Sakana
- Robert Brown - Akhoba
- Martine Beswick - Nupondi
- Jean Wladon - Ahot